# Stefanie Scott
Pour les articles homonymes, voir Scott.
 (mai 2013).
Si vous disposez d'ouvrages ou d'articles de référence ou si vous connaissez des sites web de qualité traitant du thème abordé ici, merci de compléter l'article en donnant les références utiles à sa vérifiabilité et en les liant à la section « Notes et références ».
Stefanie Scott, née le 6 décembre 1996 à Chicago (Illinois), est une actrice et chanteuse américaine. Elle est principalement connue pour ses rôles de Lexi Reed dans Section Genius, de Julianne dans Amiennemies et Quinn dans Insidious : Chapitre 3. Elle a fait un duo avec Carlon Jeffery pour la chanson du film Amiennemies, Pose.

## Biographie
Elle habite désormais à Indialantic (Floride) et étudie à la Holy Trinity Episcopal Academy.

### Carrière

#### Les débuts, petits rôles dans grandes productions (2008-2010)
En 2008 Stefanie décide de commencer une carrière d'actrice. Elle joue dans un épisode de Chuck ensuite dans Beethoven nouvelle star. En 2009, elle joue dans Old Christine et dans Agent Spécial Oso et elle est aussi mise en vedette avec Zendaya pour vendre des jouets Icarly. En 2010, elle joue dans Sons of Tucson, Funny In Farsi et aussi dans Flipped.

#### L'écurie Disney et le premier single (2011-2012)
Elle aurait dû interpréter le personnage de Tinka dans Shake It Up, mais elle a finalement été remplacée par Caroline Sunshine.
Elle rentre dans l'écurie Disney en passant le casting pour Section Genius où elle a le rôle de Lexi. En 2012, elle joue avec Zendaya et Bella Thorne dans Amiennemies ; pour ce film, elle chante avec Carlon Jeffery Pose. Cette même année, elle sort son premier single, Girl I Used To Know. En décembre 2012, elle sera au cinéma en faisant une voix dans Les Mondes de Ralph.

## Filmographie

### Cinéma
- 2009 : Beethoven nouvelle star : Katie
- 2010 : Un cœur à l'envers (Flipped) : Dana Tressler
- 2011 : Sex Friends : Emma jeune
- 2012 : Les Mondes de Ralph : Moppet (voix)
- 2015 : Insidious : Chapitre 3 : Quinn Brenner
- 2015 : Jem et les Hologrammes : Kimber Benton
- 2015 : Captive : Allie
- 2016 : I.T. : Kaitlyn Regan
- 2017 : Small Town Crime : Ivy
- 2017 : 1 Mile to You : Ellie Butterbit
- 2018 : Insidious : La Dernière Clé : Quinn Brenner
- 2018 : First Light : Alex
- 2018 : My Beautiful Boy : Julia
- 2018 : Good Girls Get High : Danielle
- 2018 : Spare Room : Hannah
- 2019 : Mary : Lindsay
- 2021 : Girl in the basement : Sarah Cody
- 2021 : The Last Thing Mary Saw : Mary

### Télévision
- 2008 : Chuck

- 2009 : Agent Spécial Oso : Briana/Emma (voix, 2 épisodes)
- 2009 : Old Christine : Britney Burke
- 2010 : Sons of Tucson : Molly
- 2010 : Funny in Farsi : Deborah « Debbie » Appleby
- 2011-2014 : Section Genius : Lexi Reed (rôle principal)
- 2012 : Amiennemies (téléfilm) : Julianne
- 2013 : Jessie : Maybelle
- 2014 : New York, unité spéciale : Clare Wilson (saison 15, épisodes 12 et 17)
- 2014 : Red Zone (téléfilm) : Caroline
- 2021 : The Girl in the Woods : Carrie (8 épisodes)

## Discographie

### Extended plays
| Titre            | Détails                                                            |
| ---------------- | ------------------------------------------------------------------ |
| New Girl In Town | - Sortie : 8 juin 2009 - Format : EP, téléchargement - Label : N/A |

### Singles promotionnels
| Chanson                                                 | Année | Album |
| ------------------------------------------------------- | ----- | ----- |
| "Break the Floor"                                       | 2008  | NC    |
| "Shoulda Woulda Coulda"                                 | 2008  | NC    |
| "Girl I Used to Know"                                   | 2011  | NC    |
| "FYI"                                                   | 2012  | NC    |
| "Everything Has Changed" (featuring Spencer Sutherland) | 2013  | NC    |
| "I Don't Wanna Let You Go"                              | 2014  | NC    |

### Autres apparences
| Titre  | Année | Autre artiste  | Album          |
| ------ | ----- | -------------- | -------------- |
| "Pose" | 2012  | Carlon Jeffery | Section Genius |

### Clips videos
| Titre                    | Année | Directeur                          | Note                       |
| ------------------------ | ----- | ---------------------------------- | -------------------------- |
| "Girl I Used to Know"    | 2011  | Chris Grieder                      |                            |
| "I Like That"            | 2013  | Raul Gonzo                         |                            |
| "Everything Has Changed" | 2013  | Graham Fielder                     |                            |
| "Girls Like Girls"       | 2015  | Austin S. Winchell & Hayley Kiyoko | Elle joue le rôle de Coley |

## Récompenses et nominations
| Year | Award              | Category                                                                  | Work                           | Result     | Ref.   |
| ---- | ------------------ | ------------------------------------------------------------------------- | ------------------------------ | ---------- | ------ |
| 2009 | Young Artist Award | Meilleure performance dans un film sorti directement en DVD               | Beethoven : Une star est née ! | Nomination | [ 9 ]  |
| 2009 | Young Artist Award | Meilleure performance dans une série TV - jeune actrice en tant que guest | Chuck                          | Nomination | [ 9 ]  |
| 2010 | Young Artist Award | Meilleure performance dans une série TV - jeune actrice en tant que guest | Old Christine                  | Nomination | [ 10 ] |
| 2011 | Young Artist Award | meilleur second rôle féminin                                              | Flipped                        | Lauréat    | [ 11 ] |
| 2012 | Young Artist Award | meilleur second rôle féminin                                              | Sex Friends                    | Nomination | [ 12 ] |
| 2012 | Young Artist Award | meilleure performance une série TV                                        | Section Genius                 | Lauréat    | [ 12 ] |